# Mistrzostwa świata do lat 18 w hokeju na lodzie mężczyzn 2023 (II Dywizja)
Mistrzostwa świata do lat 18 w hokeju na lodzie mężczyzn II dywizji 2023 odbyły się w dwóch państwach: w Serbii (Belgrad) oraz w Bułgarii (Sofia). Zawody grupy A zostały rozegrane w dniach 9–15 kwietnia 2023 roku, natomiast grupy B 27 marca–2 kwietnia 2023 roku.
W mistrzostwach drugiej dywizji uczestniczyło 12 zespołów, które zostały podzielone na dwie grupy po 6 zespołów. Rozgrywały one mecze systemem każdy z każdym. Pierwsza drużyna turnieju grupy A awansuje do mistrzostw świata pierwszej dywizji grupy B, ostatni zespół grupy A zagra w grupie B, zastępując zwycięzcę turnieju grupy B. Najsłabsza drużyna grupy B spadła do trzeciej dywizji.
Hale, w których odbyły się zawody to:
- Ice Rink Pionir, w Belgradzie
- Winter Sports Palace, w Sofii

## Grupa A
Wyniki
| 9 kwietnia 2023 | Rumunia | 3:4 pd. | Wielka Brytania | Ice Rink Pionir, Belgrad |

| Szczegóły      | Szczegóły                                                       | Szczegóły            | Szczegóły                                                                               | Szczegóły                                                                                   |
| -------------- | --------------------------------------------------------------- | -------------------- | --------------------------------------------------------------------------------------- | ------------------------------------------------------------------------------------------- |
| Godzina: 13:00 | K. Lorincz (PS) 02:41 G. Kozma (EQ) 15:34 T. Nechita (PP) 55:20 | (2:2, 0:1, 1:0, 0:1) | 10:34 (EQ) J. White-Sey 12:47 (PP) L.-D. Beckwith 31:40 (EQ) S. Lyne 62:08 (EQ) J. Shaw | Widzów: 79 Sędzia główny: Patryk Kasprzyk Sędziowie liniowi: Goran Maletić Davide Mantovani |
| Godzina: 13:00 | 10 min. kar                                                     |                      | 6 min. kar                                                                              | Widzów: 79 Sędzia główny: Patryk Kasprzyk Sędziowie liniowi: Goran Maletić Davide Mantovani |

| 9 kwietnia 2023 | Hiszpania | 2:3 | Chorwacja | Ice Rink Pionir, Belgrad |

| Szczegóły      | Szczegóły                                    | Szczegóły       | Szczegóły                                                         | Szczegóły                                                                                       |
| -------------- | -------------------------------------------- | --------------- | ----------------------------------------------------------------- | ----------------------------------------------------------------------------------------------- |
| Godzina: 16:30 | I. Garkusha (PP) 11:51 B. Collado (PP) 29:41 | (1:0, 1:1, 0:2) | 25:00 (PP) N. Jurić 53:09 (EQ) M. Vukadin 59:04 (EQ) F. Matijević | Widzów: 96 Sędzia główny: Levente Siko Szilard Sędziowie liniowi: Martin Hercog Uros Mladenović |
| Godzina: 16:30 | 14 min. kar                                  |                 | 6 min. kar                                                        | Widzów: 96 Sędzia główny: Levente Siko Szilard Sędziowie liniowi: Martin Hercog Uros Mladenović |

| 9 kwietnia 2023 | Litwa | 5:3 | Serbia | Ice Rink Pionir, Belgrad |

| Szczegóły      | Szczegóły | Szczegóły       | Szczegóły                                                            | Szczegóły                                                                                  |
| -------------- | --- | --------------- | -------------------------------------------------------------------- | ------------------------------------------------------------------------------------------ |
| Godzina: 20:00 | S. Ignatavicius (EQ) 04:19 T. Sedleckij Razin (EQ) 15:31 D. Jukna (EQ) 30:58 K. Oleinikas (PP) 39:03 K. Oleinikas (EQ) 56:06 | (2:0, 2:2, 1:1) | 30:22 (PP) J. Alijević 34:17 (PP) J. Alijević 50:24 (PP) M. Ivanović | Widzów: 486 Sędzia główny: Toivo Tilku Sędziowie liniowi: Christoph Barnthaler Michal Zika |
| Godzina: 20:00 | 18 min. kar |                 | 18 min. kar                                                          | Widzów: 486 Sędzia główny: Toivo Tilku Sędziowie liniowi: Christoph Barnthaler Michal Zika |

| 10 kwietnia 2023 | Wielka Brytania | 0:7 | Chorwacja | Ice Rink Pionir, Belgrad |

| Szczegóły      | Szczegóły   | Szczegóły       | Szczegóły | Szczegóły                                                                                 |
| -------------- | ----------- | --------------- | --- | ----------------------------------------------------------------------------------------- |
| Godzina: 13:00 |             | (0:0, 0:4, 0:3) | 20:28 (EQ) F. Kašparek 24:29 (PP) F. Kašparek 35:59 (PP) F. Kašparek 38:20 (EQ) F. Kašparek 47:41 (EQ) L. Slovinac 48:30 (EQ) H. Zovko 59:08 (EQ) L. Slovinac | Widzów: 74 Sędzia główny: Toivo Tilku Sędziowie liniowi: Christoph Barnthaler Michal Zika |
| Godzina: 13:00 | 16 min. kar |                 | 18 min. kar | Widzów: 74 Sędzia główny: Toivo Tilku Sędziowie liniowi: Christoph Barnthaler Michal Zika |

| 10 kwietnia 2023 | Litwa | 6:0 | Rumunia | Ice Rink Pionir, Belgrad |

| Szczegóły      | Szczegóły | Szczegóły       | Szczegóły   | Szczegóły                                                                                   |
| -------------- | --- | --------------- | ----------- | ------------------------------------------------------------------------------------------- |
| Godzina: 16:30 | M. Kubilius (EQ) 04:40 K. Oleinikas (PP) 08:47 A. Jaras (PP) 14:07 K. Oleinikas (EQ) 14:56 K. Jevstignejev (EQ) 49:19 K. Jevstignejev (EQ) 53:23 | (4:0, 0:0, 2:0) |             | Widzów: 53 Sędzia główny: Tim Tzirtziganis Sędziowie liniowi: Martin Hercog Uros Mladenović |
| Godzina: 16:30 | 8 min. kar |                 | 12 min. kar | Widzów: 53 Sędzia główny: Tim Tzirtziganis Sędziowie liniowi: Martin Hercog Uros Mladenović |

| 10 kwietnia 2023 | Serbia | 3:4 pd. | Hiszpania | Ice Rink Pionir, Belgrad |

| Szczegóły      | Szczegóły                                                           | Szczegóły            | Szczegóły                                                                               | Szczegóły                                                                                      |
| -------------- | ------------------------------------------------------------------- | -------------------- | --------------------------------------------------------------------------------------- | ---------------------------------------------------------------------------------------------- |
| Godzina: 20:00 | K. Mladenović (PP2) 28:49 M. Agić (PP) 35:58 M. Ivanović (EQ) 44:14 | (0:1, 2:1, 1:1, 0:1) | 07:24 (PP) D. Cantabrana 26:57 (PP) D. Cantabrana 43:22 (EQ) J. Sanz 64:47 (PP) A. Paya | Widzów: 526 Sędzia główny: Patryk Kasprzyk Sędziowie liniowi: Davide Mantovani Michael Stalder |
| Godzina: 20:00 | 24 min. kar                                                         |                      | 28 min. kar                                                                             | Widzów: 526 Sędzia główny: Patryk Kasprzyk Sędziowie liniowi: Davide Mantovani Michael Stalder |

| 12 kwietnia 2023 | Litwa | 5:0 | Hiszpania | Ice Rink Pionir, Belgrad |

| Szczegóły      | Szczegóły | Szczegóły       | Szczegóły   | Szczegóły                                                                                            |
| -------------- | --- | --------------- | ----------- | --- |
| Godzina: 13:00 | D. Cecekovas (EQ) 03:34 K. Jevstignejev (PP) 10:37 V. Fediukin (PP) 23:57 B. Andrejauskas (EQ) 27:51 K. Jevstignejev (EQ) 47:26 | (2:0, 2:0, 1:0) |             | Widzów: 97 Sędzia główny: Levente Siko Szilard Sędziowie liniowi: Christoph Barnthaler Martin Hercog |
| Godzina: 13:00 | 14 min. kar |                 | 12 min. kar | Widzów: 97 Sędzia główny: Levente Siko Szilard Sędziowie liniowi: Christoph Barnthaler Martin Hercog |

| 12 kwietnia 2023 | Rumunia | 2:11 | Chorwacja | Ice Rink Pionir, Belgrad |

| Szczegóły      | Szczegóły                                      | Szczegóły       | Szczegóły | Szczegóły                                                                                   |
| -------------- | ---------------------------------------------- | --------------- | --- | ------------------------------------------------------------------------------------------- |
| Godzina: 16:30 | C. Feher (EQ) 06:33 S. Szopos Böjte (EQ) 38:02 | (1:4, 1:3, 0:4) | 01:17 (EQ) H. Zovko 04:39 (EQ) H. Zovko 14:56 (PP2) M. Vukadin 16:36 (PS) B. Idžan 24:41 (EQ) B. Idžan 24:52 (EQ) B. Zovko 33:36 (PP) F. Završki 42:54 (EQ) L. Jandrić 45:02 (PP2) F. Matijević 45:54 (PP) H. Zovko 47:19 (PP2) M. Vukadin | Widzów: 47 Sędzia główny: Patryk Kasprzyk Sędziowie liniowi: Goran Maletić Davide Mantovani |
| Godzina: 16:30 | 26 min. kar                                    |                 | 8 min. kar | Widzów: 47 Sędzia główny: Patryk Kasprzyk Sędziowie liniowi: Goran Maletić Davide Mantovani |

| 12 kwietnia 2023 | Wielka Brytania | 6:2 | Serbia | Ice Rink Pionir, Belgrad |

| Szczegóły      | Szczegóły | Szczegóły       | Szczegóły                                       | Szczegóły                                                                                  |
| -------------- | --- | --------------- | ----------------------------------------------- | ------------------------------------------------------------------------------------------ |
| Godzina: 20:00 | F. Bradon (PP) 18:48 F. Bradon (PP) 24:22 F. Bradon (EQ) 27:33 O. Knaggs (EQ) 35:48 J. Shaw (EQ/ENG) 57:51 S. Lyne (PP) 59:49 | (1:1, 3:0, 2:1) | 13:05 (PP) M. Ivanović 54:16 (PP) K. Mladenović | Widzów: 529 Sędzia główny: Tim Tzirtziganis Sędziowie liniowi: Michael Stalder Michal Zika |
| Godzina: 20:00 | 10 min. kar |                 | 10 min. kar                                     | Widzów: 529 Sędzia główny: Tim Tzirtziganis Sędziowie liniowi: Michael Stalder Michal Zika |

| 13 kwietnia 2023 | Chorwacja | 1:4 | Litwa | Ice Rink Pionir, Belgrad |

| Szczegóły      | Szczegóły           | Szczegóły       | Szczegóły                                                                                               | Szczegóły                                                                                     |
| -------------- | ------------------- | --------------- | --- | --------------------------------------------------------------------------------------------- |
| Godzina: 13:00 | B. Zovko (EQ) 05:28 | (1:2, 0:0, 0:2) | 08:10 (EQ) M. Kubilius 15:18 (EQ) S. Ignatavicius 42:35 (EQ) K. Jevstignejev 53:25 (EQ) B. Andrejauskas | Widzów: 59 Sędzia główny: Levente Siko Szilard Sędziowie liniowi: Michael Stalder Michal Zika |
| Godzina: 13:00 | 4 min. kar          |                 | 12 min. kar                                                                                             | Widzów: 59 Sędzia główny: Levente Siko Szilard Sędziowie liniowi: Michael Stalder Michal Zika |

| 13 kwietnia 2023 | Hiszpania | 2:3 | Wielka Brytania | Ice Rink Pionir, Belgrad |

| Szczegóły      | Szczegóły                                   | Szczegóły       | Szczegóły                                                  | Szczegóły                                                                                   |
| -------------- | ------------------------------------------- | --------------- | ---------------------------------------------------------- | ------------------------------------------------------------------------------------------- |
| Godzina: 16:30 | D. Cantabrana (EQ) 11:09 A. Paya (EQ) 27:00 | (1:1, 1:2, 0:0) | 17:17 (EQ) S. Mohr 25:59 (PP) O. Bruton 34:47 (EQ) S. Lyne | Widzów: 74 Sędzia główny: Tim Tzirtziganis Sędziowie liniowi: Goran Maletić Uros Mladenović |
| Godzina: 16:30 | 6 min. kar                                  |                 | 16 min. kar                                                | Widzów: 74 Sędzia główny: Tim Tzirtziganis Sędziowie liniowi: Goran Maletić Uros Mladenović |

| 13 kwietnia 2023 | Serbia | 6:3 | Rumunia | Ice Rink Pionir, Belgrad |

| Szczegóły      | Szczegóły | Szczegóły       | Szczegóły                                                        | Szczegóły                                                                                    |
| -------------- | --- | --------------- | ---------------------------------------------------------------- | -------------------------------------------------------------------------------------------- |
| Godzina: 20:00 | J. Alijević (SH) 05:49 M. Ivanović (PP) 27:16 A. Popović (PP) 36:25 A. Popović (PP) 51:53 M. Ivanović (PP) 57:53 M. Ivanović (EQ/ENG) 59:50 | (1:2, 2:0, 3:1) | 10:12 (EQ) C. Lupascu 18:10 (PP) T. Nechita 46:48 (EQ) R. Burjan | Widzów: 578 Sędzia główny: Toivo Tilku Sędziowie liniowi: Christoph Barnthaler Martin Hercog |
| Godzina: 20:00 | 8 min. kar |                 | 12 min. kar                                                      | Widzów: 578 Sędzia główny: Toivo Tilku Sędziowie liniowi: Christoph Barnthaler Martin Hercog |

| 15 kwietnia 2023 | Rumunia | 3:2 | Hiszpania | Ice Rink Pionir, Belgrad |

| Szczegóły      | Szczegóły                                                            | Szczegóły       | Szczegóły                                       | Szczegóły                                                                                 |
| -------------- | -------------------------------------------------------------------- | --------------- | ----------------------------------------------- | ----------------------------------------------------------------------------------------- |
| Godzina: 13:00 | S. Szopos Böjte (PP) 04:15 G. Kozma (EQ) 47:42 M. Bolocan (EQ) 53:58 | (1:0, 0:1, 2:1) | 39:13 (EQ) D. Cantabrana 54:25 (EQ) R. Morillas | Widzów: 39 Sędzia główny: Tim Tzirtziganis Sędziowie liniowi: Uros Mladenović Michal Zika |
| Godzina: 13:00 | 10 min. kar                                                          |                 | 6 min. kar                                      | Widzów: 39 Sędzia główny: Tim Tzirtziganis Sędziowie liniowi: Uros Mladenović Michal Zika |

| 15 kwietnia 2023 | Wielka Brytania | 1:2 pd. | Litwa | Ice Rink Pionir, Belgrad |

| Szczegóły      | Szczegóły            | Szczegóły            | Szczegóły                                              | Szczegóły                                                                                        |
| -------------- | -------------------- | -------------------- | ------------------------------------------------------ | ------------------------------------------------------------------------------------------------ |
| Godzina: 16:30 | F. Bradon (EQ) 23:16 | (0:1, 1:0, 0:0, 0:1) | 08:07 (EQ) M. Skadauskas 63:53 (EQ) T. Sedleckij Razin | Widzów: 56 Sędzia główny: Levente Siko Szilard Sędziowie liniowi: Goran Maletić Davide Mantovani |
| Godzina: 16:30 | 10 min. kar          |                      | 8 min. kar                                             | Widzów: 56 Sędzia główny: Levente Siko Szilard Sędziowie liniowi: Goran Maletić Davide Mantovani |

| 15 kwietnia 2023 | Chorwacja | 6:1 | Serbia | Ice Rink Pionir, Belgrad |

| Szczegóły      | Szczegóły | Szczegóły       | Szczegóły                | Szczegóły                                                                                      |
| -------------- | --- | --------------- | ------------------------ | ---------------------------------------------------------------------------------------------- |
| Godzina: 20:00 | H. Zovko (EQ) 01:33 F. Završki (EQ) 02:20 M. Mandušić (EQ) 16:52 L. Kurjaković (EQ) 24:53 B. Idžan (EQ) 43:37 M. Vukadin (PP) 46:15 | (3:1, 1:0, 2:0) | 02:31 (EQ) K. Mladenović | Widzów: 624 Sędzia główny: Toivo Tilku Sędziowie liniowi: Christoph Barnthaler Michael Stalder |
| Godzina: 20:00 | 22 min. kar |                 | 45 min. kar              | Widzów: 624 Sędzia główny: Toivo Tilku Sędziowie liniowi: Christoph Barnthaler Michael Stalder |

Tabela
| Lp. | Zespół          | M | Pkt | Z | Zd | Pd | P | G+ | G- | +/− |
| --- | --------------- | - | --- | - | -- | -- | - | -- | -- | --- |
| 1.  | Litwa           | 5 | 14  | 4 | 1  | 0  | 0 | 22 | 5  | +17 |
| 2.  | Chorwacja       | 5 | 12  | 4 | 0  | 0  | 1 | 28 | 9  | +19 |
| 3.  | Wielka Brytania | 5 | 9   | 2 | 1  | 1  | 1 | 14 | 16 | -2  |
| 4.  | Serbia          | 5 | 4   | 1 | 0  | 1  | 3 | 15 | 24 | -9  |
| 5.  | Rumunia         | 5 | 4   | 1 | 0  | 1  | 3 | 11 | 29 | -18 |
| 6.  | Hiszpania       | 5 | 2   | 0 | 1  | 0  | 4 | 10 | 17 | -7  |

    = awans do dywizji I, grupy B      = spadek do dywizji II, grupy B
Statystyki indywidualne
- Klasyfikacja strzelców:  Minja Ivanović: 6 goli[1]
- Klasyfikacja asystentów:  Niksa Jurić
 Fran Završki: 7 asyst[2]
- Klasyfikacja kanadyjska:  Minja Ivanović: 9 punktów[3]
- Klasyfikacja +/−:  Dominykas Boravski: +8[4]
- Klasyfikacja skuteczności interwencji bramkarzy:  Daniil Cepov: 96,83%[5]
- Klasyfikacja średniej goli straconych na mecz bramkarzy:  Daniil Cepov: 0,80
- Klasyfikacja minut kar:  Mihajlo Matić: 29 minut[6]

Nagrody indywidualne
Dyrektoriat turnieju wybrał trójkę najlepszych zawodników, po jednym na każdej pozycji:
- Bramkarz:  Omar Ždralović
- Obrońca:  Daniil Kovalenko
- Napastnik:  Minja Ivanović

## Grupa B
Wyniki
| 27 marca 2023 | Australia | 1:6 | Holandia | Winter Sports Palace, Sofia |

| Szczegóły      | Szczegóły            | Szczegóły       | Szczegóły | Szczegóły                                                                            |
| -------------- | -------------------- | --------------- | --- | ------------------------------------------------------------------------------------ |
| Godzina: 13:00 | F. Gordon (EQ) 39:10 | (0:3, 1:2, 0:1) | 12:59 (EQ) H. Roelofsen 14:33 (SH) J. Noblesse 18:05 (PP) L. Mittendorff 20:46 (EQ) J. van Mourik 37:36 (EQ) J. Noblesse 56:40 (SH2) J. Muizer | Widzów: 250 Sędzia główny: Yann Furet Sędziowie liniowi: Attila Andre Janaki Gatczew |
| Godzina: 13:00 | 39 min. kar          |                 | 20 min. kar | Widzów: 250 Sędzia główny: Yann Furet Sędziowie liniowi: Attila Andre Janaki Gatczew |

| 27 marca 2023 | Belgia | 3:4 | Chińskie Tajpej | Winter Sports Palace, Sofia |

| Szczegóły      | Szczegóły                                                                | Szczegóły       | Szczegóły                                                                         | Szczegóły                                                                               |
| -------------- | ------------------------------------------------------------------------ | --------------- | --------------------------------------------------------------------------------- | --------------------------------------------------------------------------------------- |
| Godzina: 16:30 | K. Raciborski (EQ) 14:39 D. Vermeulen (EQ) 41:55 T. Van Reeth (PP) 56:51 | (1:0, 0:3, 2:1) | 27:24 (PP) Hao Y.-S. 37:21 (EQ) Peng M. 38:13 (EQ) Wu Y.-H. 59:49 (EQ) Chen C.-Y. | Widzów: 200 Sędzia główny: Murat Aygun Sędziowie liniowi: Anton Borjajew Raitis Brinecs |
| Godzina: 16:30 | 14 min. kar                                                              |                 | 10 min. kar                                                                       | Widzów: 200 Sędzia główny: Murat Aygun Sędziowie liniowi: Anton Borjajew Raitis Brinecs |

| 27 marca 2023 | Chiny | 5:1 | Bułgaria | Winter Sports Palace, Sofia |

| Szczegóły      | Szczegóły                                                                                     | Szczegóły       | Szczegóły              | Szczegóły                                                                                     |
| -------------- | --------------------------------------------------------------------------------------------- | --------------- | ---------------------- | --------------------------------------------------------------------------------------------- |
| Godzina: 20:00 | P. Sun (EQ) 00:43 J. Zhou (EQ) 02:51 F. Meng (EQ) 29:04 F. Meng (PP) 31:26 R. Zhao (EQ) 43:16 | (2:0, 2:1, 1:0) | 37:52 (PP) A. Stamenow | Widzów: 1180 Sędzia główny: Benas Jaksys Sędziowie liniowi: David Szabo Maarten van den Acker |
| Godzina: 20:00 | 14 min. kar                                                                                   |                 | 10 min. kar            | Widzów: 1180 Sędzia główny: Benas Jaksys Sędziowie liniowi: David Szabo Maarten van den Acker |

| 28 marca 2023 | Holandia | 8:1 | Chińskie Tajpej | Winter Sports Palace, Sofia |

| Szczegóły      | Szczegóły | Szczegóły       | Szczegóły              | Szczegóły                                                                           |
| -------------- | --- | --------------- | ---------------------- | ----------------------------------------------------------------------------------- |
| Godzina: 13:00 | M. Rentmeester (EQ) 01:24 M. Castronovo (EQ) 19:23 J. Noblesse (EQ) 25:48 J. van Mourik (EQ) 35:15 M. Cornelder (EQ) 35:57 J. van Mourik (EQ) 38:24 J. Noblesse (EQ) 50:31 D. Weerheijm (EQ) 55:38 | (2:1, 4:0, 2:0) | 18:35 (SH) Chang Y.-L. | Widzów: 125 Sędzia główny: Benas Jaksys Sędziowie liniowi: Attila Andre David Szabo |
| Godzina: 13:00 | 12 min. kar |                 | 10 min. kar            | Widzów: 125 Sędzia główny: Benas Jaksys Sędziowie liniowi: Attila Andre David Szabo |

| 28 marca 2023 | Chiny | 5:2 | Australia | Winter Sports Palace, Sofia |

| Szczegóły      | Szczegóły                                                                                        | Szczegóły       | Szczegóły                                 | Szczegóły                                                                                      |
| -------------- | ------------------------------------------------------------------------------------------------ | --------------- | ----------------------------------------- | ---------------------------------------------------------------------------------------------- |
| Godzina: 16:30 | R. Zhao (EQ) 01:38 P. Sun (PP) 30:07 R. Zhao (PP) 34:38 Z. Liu (EQ) 50:57 J. Song (EQ\ENG) 58:40 | (1:1, 2:1, 2:0) | 17:25 (EQ) B. Maybee 31:35 (EQ) F. Gordon | Widzów: 150 Sędzia główny: Murat Aygun Sędziowie liniowi: Anton Borjajew Maarten van den Acker |
| Godzina: 16:30 | 116 min. kar                                                                                     |                 | 81 min. kar                               | Widzów: 150 Sędzia główny: Murat Aygun Sędziowie liniowi: Anton Borjajew Maarten van den Acker |

| 28 marca 2023 | Bułgaria | 4:0 | Belgia | Winter Sports Palace, Sofia |

| Szczegóły      | Szczegóły                                                                               | Szczegóły       | Szczegóły  | Szczegóły                                                                                     |
| -------------- | --------------------------------------------------------------------------------------- | --------------- | ---------- | --------------------------------------------------------------------------------------------- |
| Godzina: 20:00 | A. Todorow (PP) 04:21 T. Sławkow (EQ) 42:28 B. Dikow (PP) 46:11 A. Kożuharow (EQ) 55:31 | (1:0, 0:0, 3:0) |            | Widzów: 1200 Sędzia główny: Adler Steenstra Sędziowie liniowi: Raitis Brinecs Tyler Haslemore |
| Godzina: 20:00 | 10 min. kar                                                                             |                 | 8 min. kar | Widzów: 1200 Sędzia główny: Adler Steenstra Sędziowie liniowi: Raitis Brinecs Tyler Haslemore |

| 30 marca 2023 | Australia | 5:3 | Chińskie Tajpej | Winter Sports Palace, Sofia |

| Szczegóły      | Szczegóły | Szczegóły       | Szczegóły                                                       | Szczegóły                                                                                    |
| -------------- | --- | --------------- | --------------------------------------------------------------- | -------------------------------------------------------------------------------------------- |
| Godzina: 13:00 | B. Jerome (PP2) 17:12 M. Nikitin (EQ) 22:36 M. Nikitin (SH) 32:27 I. Kuleshov (SH) 32:58 D. O’Handley (PP) 36:12 | (1:1, 4:0, 0:2) | 14:20 (SH) Shih Y.-T. 46:29 (EQ) Lin Y.-L. 48:43 (PP) Lin Y.-L. | Widzów: 40 Sędzia główny: Yann Furet Sędziowie liniowi: Anton Borjajew Maarten van den Acker |
| Godzina: 13:00 | 14 min. kar |                 | 43 min. kar                                                     | Widzów: 40 Sędzia główny: Yann Furet Sędziowie liniowi: Anton Borjajew Maarten van den Acker |

| 30 marca 2023 | Chiny | 6:2 | Belgia | Winter Sports Palace, Sofia |

| Szczegóły      | Szczegóły | Szczegóły       | Szczegóły                                   | Szczegóły                                                                                |
| -------------- | --- | --------------- | ------------------------------------------- | ---------------------------------------------------------------------------------------- |
| Godzina: 16:30 | Y. Wang (PP) 07:26 J. Qian (EQ) 09:54 P. Sun (EQ) 19:00 F. Meng (EQ) 31:43 Z. Li (EQ) 54:13 Z. Liu (SH) 58:29 | (3:1, 1:1, 2:0) | 19:17 (EQ) D. Hendrix 22:26 (EQ) O. Bernard | Widzów: 60 Sędzia główny: Adler Steenstra Sędziowie liniowi: Attila Andre Raitis Brinecs |
| Godzina: 16:30 | 12 min. kar                                                                                                   |                 | 4 min. kar                                  | Widzów: 60 Sędzia główny: Adler Steenstra Sędziowie liniowi: Attila Andre Raitis Brinecs |

| 30 marca 2023 | Holandia | 5:1 | Bułgaria | Winter Sports Palace, Sofia |

| Szczegóły      | Szczegóły | Szczegóły       | Szczegóły               | Szczegóły                                                                              |
| -------------- | --- | --------------- | ----------------------- | -------------------------------------------------------------------------------------- |
| Godzina: 20:00 | J. van de Meerakker (PP) 10:47 M. Cornelder (PP) 27:00 J. van Mourik (EQ) 36:25 L. Mittendorff (EQ) 37:38 L. Mittendorff (EQ) 39:44 | (1:0, 4:1, 0:0) | 32:22 (EQ) A. Kożuharow | Widzów: 240 Sędzia główny: Benas Jaksys Sędziowie liniowi: Tyler Haslemore David Szabo |
| Godzina: 20:00 | 12 min. kar |                 | 14 min. kar             | Widzów: 240 Sędzia główny: Benas Jaksys Sędziowie liniowi: Tyler Haslemore David Szabo |

| 1 kwietnia 2023 | Belgia | 2:4 | Holandia | Winter Sports Palace, Sofia |

| Szczegóły      | Szczegóły                                   | Szczegóły       | Szczegóły                                                                                         | Szczegóły                                                                            |
| -------------- | ------------------------------------------- | --------------- | ------------------------------------------------------------------------------------------------- | ------------------------------------------------------------------------------------ |
| Godzina: 13:00 | T. Gentry (PP2) 06:41 F. Poitras (PP) 19:00 | (2:0, 0:1, 0:3) | 33:02 (EQ) H. Roelofsen 45:21 (EQ) J. Noblesse 47:40 (EQ) J. van Mourik 56:40 (EQ) L. Mittendorff | Widzów: 110 Sędzia główny: Murat Aygun Sędziowie liniowi: Janaki Gatczew David Szabo |
| Godzina: 13:00 | 6 min. kar                                  |                 | 18 min. kar                                                                                       | Widzów: 110 Sędzia główny: Murat Aygun Sędziowie liniowi: Janaki Gatczew David Szabo |

| 1 kwietnia 2023 | Bułgaria | 5:2 | Australia | Winter Sports Palace, Sofia |

| Szczegóły      | Szczegóły | Szczegóły       | Szczegóły                                     | Szczegóły                                                                                     |
| -------------- | --- | --------------- | --------------------------------------------- | --------------------------------------------------------------------------------------------- |
| Godzina: 16:30 | A. Todorow (PP) 41:12 K. Stojanow (PP) 46:39 A. Todorow (EQ) 49:31 A. Kożuharow (SH) 50:09 A. Kożuharow (SH) 53:27 | (0:0, 0:1, 5:1) | 27:34 (EQ) C. Wardlaw 54:33 (PP) D. O’Handley | Widzów: 210 Sędzia główny: Yann Furet Sędziowie liniowi: Raitis Brinecs Maarten van den Acker |
| Godzina: 16:30 | 14 min. kar |                 | 4 min. kar                                    | Widzów: 210 Sędzia główny: Yann Furet Sędziowie liniowi: Raitis Brinecs Maarten van den Acker |

| 1 kwietnia 2023 | Chińskie Tajpej | 4:8 | Chiny | Winter Sports Palace, Sofia |

| Szczegóły      | Szczegóły                                                                           | Szczegóły       | Szczegóły | Szczegóły                                                                                   |
| -------------- | ----------------------------------------------------------------------------------- | --------------- | --- | ------------------------------------------------------------------------------------------- |
| Godzina: 20:00 | Wu Y.-H. (PP) 07:10 Chang Y.-L. (EQ) 19:59 Chen Y.-C. (PP) 31:54 Peng M. (PP) 57:32 | (2:2, 1:3, 1:3) | 08:25 (EQ) Z. Liu 18:11 (SH) P. Sun 21:02 (EQ) J. Qian 21:15 (EQ) R. Zhao 29:10 (EQ) Z. Li 49:21 (EQ) Z. Li 56:12 (PP) J. Qian 57:52 (EQ) F. Meng | Widzów: 73 Sędzia główny: Adler Steenstra Sędziowie liniowi: Anton Borjajew Tyler Haslemore |
| Godzina: 20:00 | 10 min. kar                                                                         |                 | 35 min. kar | Widzów: 73 Sędzia główny: Adler Steenstra Sędziowie liniowi: Anton Borjajew Tyler Haslemore |

| 2 kwietnia 2023 | Australia | 2:1 | Belgia | Winter Sports Palace, Sofia |

| Szczegóły      | Szczegóły                               | Szczegóły       | Szczegóły             | Szczegóły                                                                             |
| -------------- | --------------------------------------- | --------------- | --------------------- | ------------------------------------------------------------------------------------- |
| Godzina: 13:00 | J. Lake (EQ) 12:50 L. Sucher (PP) 29:39 | (1:0, 1:0, 0:1) | 42:48 (EQ) O. Bernard | Widzów: 60 Sędzia główny: Benas Jaksys Sędziowie liniowi: Attila Andre Janaki Gatczew |
| Godzina: 13:00 | 8 min. kar                              |                 | 10 min. kar           | Widzów: 60 Sędzia główny: Benas Jaksys Sędziowie liniowi: Attila Andre Janaki Gatczew |

| 2 kwietnia 2023 | Chińskie Tajpej | 4:1 | Bułgaria | Winter Sports Palace, Sofia |

| Szczegóły      | Szczegóły                                                                            | Szczegóły       | Szczegóły               | Szczegóły                                                                                           |
| -------------- | ------------------------------------------------------------------------------------ | --------------- | ----------------------- | --------------------------------------------------------------------------------------------------- |
| Godzina: 16:30 | Hao Y.-S. (EQ) 10:35 Chen C.-Y. (EQ) 18:26 Kao H.-C. (EQ) 42:03 Lin Y.-L. (EQ) 51:40 | (2:0, 0:1, 2:0) | 38:36 (EQ) A. Kożuharow | Widzów: 335 Sędzia główny: Adler Steenstra Sędziowie liniowi: Tyler Haslemore Maarten van den Acker |
| Godzina: 16:30 | 4 min. kar                                                                           |                 | 6 min. kar              | Widzów: 335 Sędzia główny: Adler Steenstra Sędziowie liniowi: Tyler Haslemore Maarten van den Acker |

| 2 kwietnia 2023 | Holandia | 3:2 | Chiny | Winter Sports Palace, Sofia |

| Szczegóły      | Szczegóły                                                                                     | Szczegóły       | Szczegóły                           | Szczegóły                                                                          |
| -------------- | --------------------------------------------------------------------------------------------- | --------------- | ----------------------------------- | ---------------------------------------------------------------------------------- |
| Godzina: 20:00 | J. van de Meerakker (EQ) 32:55 J. van de Meerakker (PP2) 44:29 J. van de Meerakker (PP) 56:29 | (0:1, 1:1, 2:0) | 18:51 (PP) Z. Liu 31:07 (PP) Z. Liu | Widzów: 75 Sędzia główny: Yann Furet Sędziowie liniowi: Raitis Brinecs David Szabo |
| Godzina: 20:00 | 37 min. kar                                                                                   |                 | 41 min. kar                         | Widzów: 75 Sędzia główny: Yann Furet Sędziowie liniowi: Raitis Brinecs David Szabo |

Tabela
| Lp. | Zespół          | M | Pkt | Z | Zd | Pd | P | G+ | G- | +/− |
| --- | --------------- | - | --- | - | -- | -- | - | -- | -- | --- |
| 1.  | Holandia        | 5 | 15  | 5 | 0  | 0  | 0 | 26 | 7  | +19 |
| 2.  | Chiny           | 5 | 12  | 4 | 0  | 0  | 1 | 26 | 12 | +14 |
| 3.  | Chińskie Tajpej | 5 | 6   | 2 | 0  | 0  | 3 | 16 | 25 | -9  |
| 4.  | Bułgaria        | 5 | 6   | 2 | 0  | 0  | 3 | 12 | 16 | -4  |
| 5.  | Australia       | 5 | 6   | 2 | 0  | 0  | 3 | 12 | 20 | -8  |
| 6.  | Belgia          | 5 | 0   | 0 | 0  | 0  | 5 | 8  | 20 | -12 |

    = awans do dywizji II, grupy A      = spadek do dywizji III, grupy A
Statystyki indywidualne
- Klasyfikacja strzelców:  Aleksandar Kożuharow
 Zihao Liu
 Jaidy van Mourik: 5 goli[8]
- Klasyfikacja asystentów:  Maxime Rentmeester: 10 asyst[9]
- Klasyfikacja kanadyjska:  Maxime Rentmeester: 11 punktów[10]
- Klasyfikacja +/−:  Maxime Rentmeester: +13[11]
- Klasyfikacja skuteczności interwencji bramkarzy:  Sam Luitwieler: 95,40%[12]
- Klasyfikacja średniej goli straconych na mecz bramkarzy:  Sam Luitwieler: 1,33
- Klasyfikacja minut kar:  Mikko Rippon: 56 minut[13]

Nagrody indywidualne
Dyrektoriat turnieju wybrał trójkę najlepszych zawodników, po jednym na każdej pozycji:
- Bramkarz:  Kałojan Stojanow
- Obrońca:  Zhihao Li
- Napastnik:  Maxime Rentmeester